# Małgorzata Stasiak
Małgorzata Stasiak (* 5. November 1988 in Skwierzyna, Polen; geborene  Małgorzata Kucińska) ist eine ehemalige polnische Handballspielerin, die dem Kader der polnischen Nationalmannschaft angehörte.

## Karriere
Stasiak spielte ab dem Jahre 2003 beim polnischen Verein SMS Gliwice und wechselte vier Jahre später zu Zgoda Ruda Śląska Bielszowice. 2011 schloss sich die Rückraumspielerin dem Erstligisten MKS Lublin an. Mit Lublin gewann sie 2012 den polnischen Pokal sowie ein Jahr später die polnische Meisterschaft. Zur Saison 2013/14 wechselte Stasiak zum Ligakonkurrenten SPR Pogoń Baltica Szczecin. In der Saison 2014/15 stand sie mit Szczecin im Finale des EHF Challenge Cup, das der französische Verein Union Mios Biganos-Bègles gewann. Im Sommer 2016 kehrte sie zu MKS Lublin zurück. Nachdem Stasiak ab September 2019 verletzungsbedingt kein Spiel für Lublin bestreiten konnte, beendete sie nach der Saison 2019/20 ihre Karriere. Während ihres zweiten Arrangements in Lublin gewann sie 2018, 2019 und 2020 die polnische Meisterschaft, 2018 den polnischen Pokal sowie 2018 den EHF Challenge Cup.
Stasiak bestritt insgesamt 56 Länderspiele für die polnische Nationalmannschaft. 2013 und 2015 belegte sie bei der Weltmeisterschaft jeweils den vierten Platz.